# Impressions de Londres
Impressions de Londres är en impressionistisk akvarellmålning av Anders Zorn. Den målades 1890 och ingår i Göteborgs konstmuseums samlingar sedan år 2000.  
Zorn målade tavlan under en vistelse i London vintern 1889–1890. Han var starkt influerad av akvarellmålaren Egron Lundgren och målade nästan uteslutande akvareller under 1870- och 1880-talen. Han satsade tidigt på en karriär utomlands och var tidvis bosatt i London på 1880-talet. Den engelska huvudstaden ansågs vara akvarellmåleriets förlovade land och där hade tidigare Egron Lundgren verkat. Detta skilde honom från tidens övriga framstående svenska konstnärer som framför allt målade i olja och föredrog Paris framför London.  
Denna målning ger en ögonblicksbild av en gata i London en regnig dag. En ung kvinna korsar gatan medan hon håller upp kjolarna för att undvika att blöta ner dem. Till vänster om henne avbildas en vit häst och till höger en dubbeldäckad omnibuss. Den djärva beskärningen av bilden, där såväl häst som omnibuss är till hälften bortklippta, förstärker intrycket av rörelse på den trafikerade gatan. Zorn var inspirerad av impressionisternas rörligare verklighetsuppfattning och påtagligt influerad av fotografiets godtyckliga beskärning av motivet.